# إميلي ليفين
إميلي ليفين (بالإنجليزية: Emily Levine)‏ هي خطيبة وكاتِبة أمريكية، ولدت في 23 أكتوبر 1944 في ناشفيل في الولايات المتحدة، وتوفيت في 3 فبراير 2019 في بيركيلي في الولايات المتحدة بسبب سرطان الرئة.

## وصلات خارجية
- إميلي ليفين على موقع IMDb (الإنجليزية)
- إميلي ليفين على موقع قاعدة بيانات الفيلم (الإنجليزية)